# アイ・ラブ・ニューヨーク

I ♥ New Yorkのロゴタイプ

"I Love New York"（アイ・ラブ・ニューヨーク）は、1970年代から1980年代にかけてアメリカ合衆国のニューヨーク州が行った観光キャンペーン。このキャンペーンのために作られた判じ絵ロゴマーク"I ♥ NY"は今なお世界的に有名である。
1977年にニューヨーク市のグラフィックデザイナー、ミルトン・グレイザー (Milton Glaser) によって制作された。ハートのシンボル「♥」で"Love"を表現している。 このロゴがプリントされたグッズ（Tシャツやマグカップ、キャップなど）はニューヨークみやげの定番。マンハッタンにある商店では買物の際のレジ袋にもこのロゴ（の模造品）が描かれていることがある。ニューヨーク州観光局の登録商標であるが、パロディとして多数の模造デザインが生まれた。

## ニューヨーク州歌
1977年のキャンペーン開始時に、テーマソングとしてスティーヴ・カルメンがキャンペーンと同名の"I Love New York"を作詞・作曲し、州政府に寄贈した。
この楽曲は1980年に州議会の承認とヒュー・L・ケアリー州知事の署名により、ニューヨーク州の正式な州歌として制定されている。